# Torre de Santa Ana (Cullera)
La torre de Santa Ana o torre de la Reina Mora es una construcción (torre defensiva) situada en la localidad Cullera, en la provincia de Valencia (España). Esta torre está situada en la ladera de la montaña del castillo.

## Historia
Fue construida en el siglo XVI, después del saqueo de los berberiscos de 1550, para la defensa de la ciudad frente a los bereberes o piratas del mar Mediterráneo, ya que era la puerta de entrada marítima a la ciudad, siendo entonces el punto defensivo más importante de Cullera.

### Nombre
Su nombre actual se debe a que en 1631 se habilitó en ella, una ermita dedicada a San Rafael Arcángel, y posteriormente a Santa Ana, de la que toma el nombre.

### Descripción física
- Era parte del perímetro defensivo del castillo musulmán.
- Es una torre islámica de dos pisos, de planta cuadrangular, troncocónica y almenada, construida a base de mampostería.
- La parte superior, fue reformada para vivienda del ermitaño, la cual era accesible mediante una escalera de caracol.

### Estado de conservación
- Buen estado.
- Visitable, con mirador habilitado de cara a Cullera.

## Protección
- 1949 - Bajo la Protección de la Declaración genérica del "Decreto de 22 de abril de 1949",
- 1985 - Bajo la Protección de la "Ley 16/1985" sobre el Patrimonio Histórico Español.

- Datos: Q6150483